# St. Hildegard (Limburg an der Lahn)

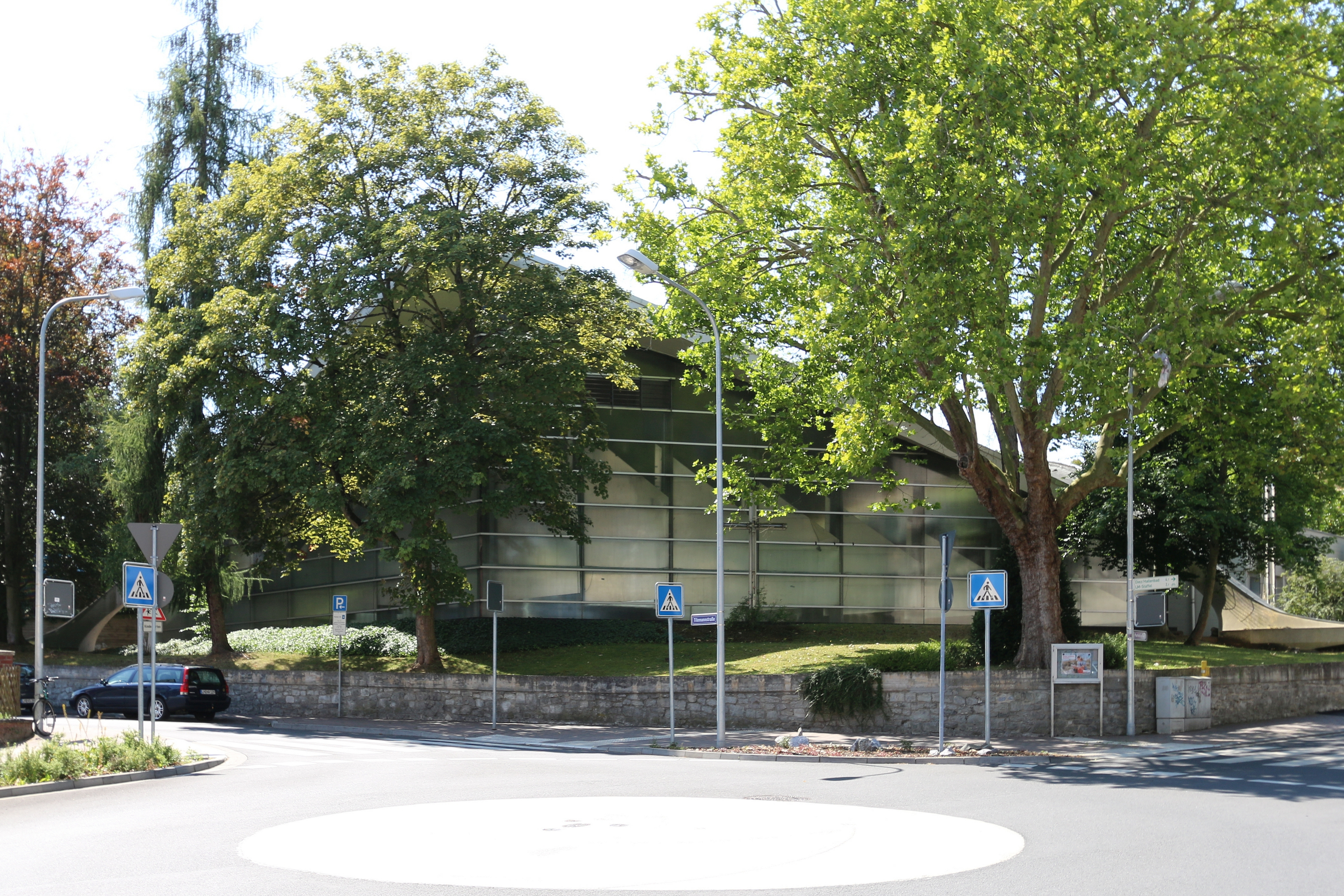
Die Kirche aus Sicht von der Parkstraße

St. Hildegard ist eine katholische Kirche in Limburg an der Lahn, die in den Jahren 1965 bis 1967 nach Plänen von Walter Neuhäusser erbaut wurde. Das markante Schalendach orientiert sich an der in den frühen 1960er Jahren entstandenen, internationalen Architekturströmung der „fliegenden Dächer“. Sie gehört heute zum Pastoralen Raum Limburg.
Angeschlossen an die Kirche ist ein großer Gemeindekomplex, der einen Kindergarten, ein Pfarrzentrum mit Jugendklub und Räumlichkeiten für Seminare bietet. Seit dem Herbst 2005 beherbergt die Kirche neben ihrer Funktion als Raum für Gottesdienste auch die Jugendkirche Crossover des Bistums Limburg.

## Geschichte

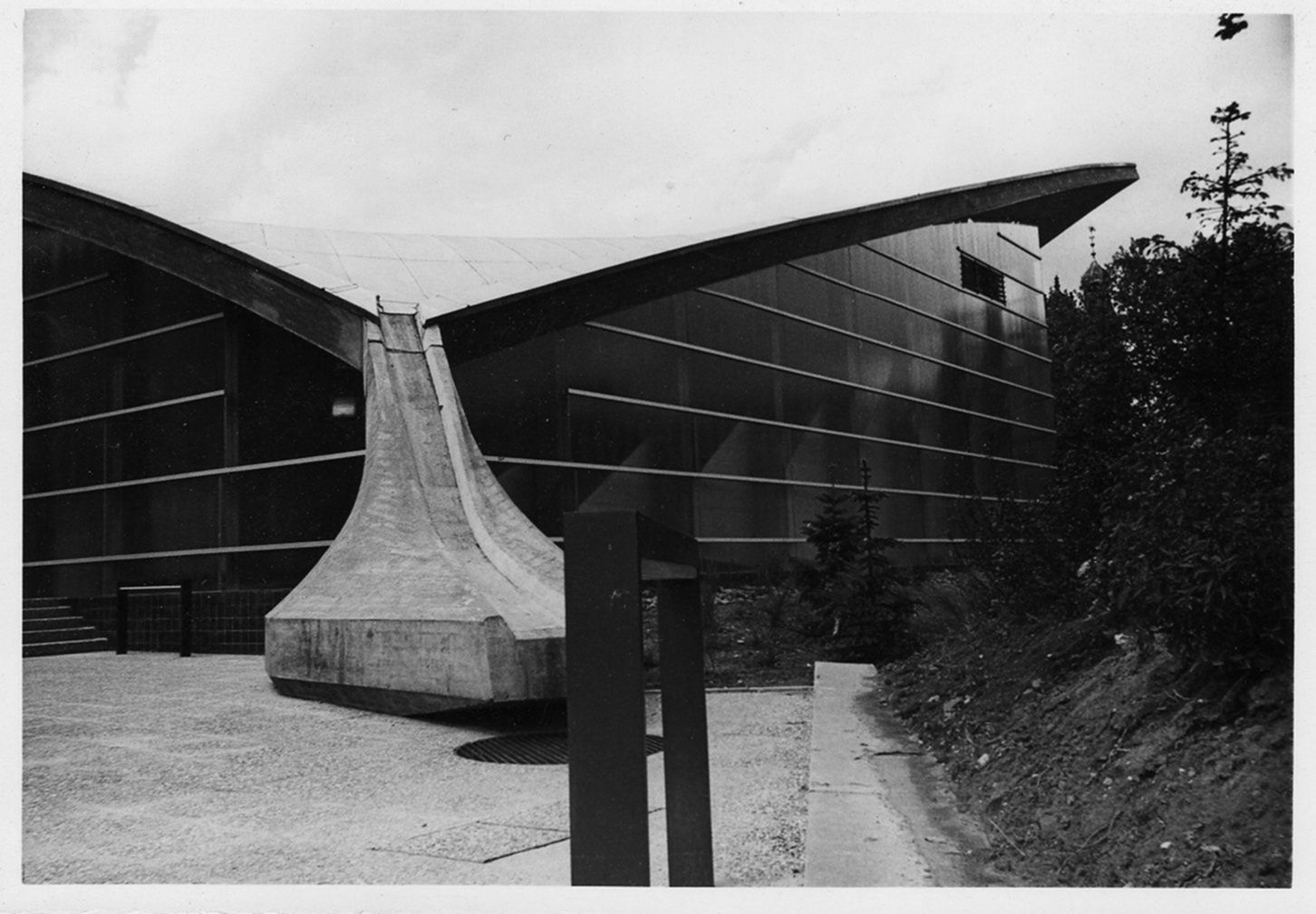
St Hildegard vom Zugang Tilemannstraße gesehen, 2003

Der Bau der Kirche St. Hildegard und die Gründung der Pfarrgemeinde war eine Antwort auf das Zweite Vatikanische Konzil in den Jahren 1962 bis 1965, das von Johannes XXIII. einberufen wurde und eine Aufbruchsstimmung in der katholischen Kirche zur Folge hatte. Die katholische Kirche wurde für die Laien geöffnet. Zu der damaligen Zeit wurden Kirchengemeinden größer, was auch zum Bau der Kirche St. Hildegard führte. Aufgrund der Erfahrungen der damaligen Zeit ging man von einer stärker wachsenden Gemeinde aus. Aus diesem Grund wurde ein großer Kirchenraum für den Gottesdienst, einige Räume für verschiedene Aktivitäten der Gemeinde im Pfarrheim und eine Kindertagesstätte geschaffen. Die Gemeinde fand in der Zeit des Baues der Kirche in den Räumen der Tilemannschule zu einem neuen Gemeindebewusstsein. Der spätere Stadtdekan von Frankfurt am Main Klaus Greef wurde der erste Pfarrer der Gemeinde. In dieser Zeit entstand ein lebendiger Austausch zwischen Laien und Priestern. Später wurde die Pfarrei auch durch Pfarrbeauftragte oder wie auch heute durch den Pfarrer des Limburger Doms mitbetreut. Heute teilt sich die Pfarrgemeinde den Kirchenraum mit der Jugendkirche Crossover, mit der eine rege Zusammenarbeit besteht.

## Architektur
Auffällig ist der Kontrast zwischen dem streng rechteckigen Kapellenbau aus Sichtbeton und den östlich daran angrenzenden, größflächig verglasten Hauptbau, der sich durch eine geschwungene Konstruktion aus Beton auszeichnet. Deren Basis sind drei durch Zugbänder verbundene Fundamente aus Stahlbeton, auf die sich zwei symmetrische hyperbolische Paraboloide stützen.
Aufgrund der großen Glasflächen ist der Hauptraum der Kirche sehr hell. Hier steht auf einem kreisförmigen Podest der Altar, die Sitzreihen folgen dieser Form. Hinter dem Altar befinden sich, symmetrisch angeordnet, große dreieckige Bleche aus Aluminium, die den Altar als Mittelpunkt unterstreichen.
Die Form des Kirchengebäudes symbolisiert verschiedene Gesichtspunkte. Die Form des Zeltes steht für das Volk Gottes, das unterwegs ist. Die Form der Flügel steht für den Adler, der seine Brut beschützt. Die verglaste Fassade steht dafür, dass das Leben außerhalb Teil der Feier des Gottesdienstes ist. Die runde Form des Kircheninnenraumes ermöglicht die Feier des Gottesdienstes durch die versammelte Gemeinde als eine Gottesdienstfamilie. Die Gemeinschaft mit Jesus Christus wird dabei in den Mittelpunkt gestellt.
Aufgrund ihrer künstlerischen und städtebaulichen Bedeutung ist die Kirche Kulturdenkmal nach dem hessischen Denkmalschutzgesetz und als solches Teil der Gesamtanlage Diezer Straße/Parkstraße.
In den Jahren 2004 und 2005 wurde durch ein Architekturbüro eine Umgestaltung des Kirchenraumes für die Jugendkirche Crossover und der Einbau einer Werktagskapelle geplant und durchgeführt.

## Jugendkirche Crossover
Die Jugendkirche Crossover wurde 2005 auf Initiative des damaligen Bischofs des Bistums Limburg Franz Kamphaus eingeweiht. Ziel war es, junge Menschen zu erreichen, die durch ihre Sozialisation nicht oder wenig mit der Kirche in Kontakt kommen oder nach der Erstkommunion oder Firmung den Kontakt mit der Kirche verlieren. Diese Jugendlichen sähen etwa die kirchliche Liturgie als fremd an, könnten sich mit den traditionellen Gottesdiensten nicht identifizieren und seien es nicht gewohnt, sich in feste Gruppen und Strukturen einzubinden. 2015 wurde das zehnjährige Jubiläum der Jugendkirche Crossover gefeiert. Im Rahmen dessen segnete der damalige Domkapitular Wolfgang Rösch das Jugendcafé Jugendstil ein.